# Suoh (plaats)
Suoh is een bestuurslaag in het regentschap Lampung Barat van de provincie Lampung, Indonesië. Suoh telt 4100 inwoners (volkstelling 2010).